# Dugganit
Dugganit (IMA-Symbol  Dug) ist ein selten vorkommendes Mineral aus der Mineralklasse der „Phosphate, Arsenate und Vanadate“. Es kristallisiert im trigonalen Kristallsystem mit der chemischen Zusammensetzung Pb3Zn3(TeO6)(AsO4)2 (Summenformel: Pb3Zn3Te6+As2O14) und ist damit chemisch gesehen ein Blei-Zink-Tellurat-Arsenat.
Dugganit entwickelt nur kleine, kurzprismatische Kristalle bis etwa 0,3 Millimeter Größe mit leicht gekrümmten Prismenflächen, was ihnen ein „tönnchenförmiges“ Aussehen verleiht, ähnlich einigen Varietäten von Pyromorphit (Emser Tönnchen) und Mimetesit (Kampylit).
In reiner Form ist Dugganit farblos und durchsichtig. Durch vielfache Lichtbrechung aufgrund von Gitterbaufehlern oder polykristalliner Ausbildung kann er aber auch weiß erscheinen und durch Fremdbeimengungen eine grüne bis gelbgrüne Farbe annehmen, wobei die Transparenz entsprechend abnimmt.

## Etymologie und Geschichte
Benannt wurde Dugganit nach der amerikanischen Chemikerin für analytische Chemie Marjorie Duggan (* 1927), die als erste Tellur der Oxidationsstufe Te6+ in natürlich vorkommenden Verbindungen nachwies und Techniken zur Mikroanalyse von Te4+ und Te6+ entwickelte.
Erstmals entdeckt wurde Dugganit zusammen mit Khinit und Parakhinit (seit 2009 diskreditiert als Polytyp und umbenannt in Khinit-3T) in einem Smaragd-Bergwerk (Emerald Mine) nahe der ehemaligen „Boomtown“ Tombstone im Cochise County des US-Bundesstaates Arizona. Die Erstbeschreibung der Minerale wurde 1978 durch S. A. Williams publiziert.
Typmaterial des Mineral wird im Natural History Museum in London, England (Katalog-Nr. 1980,544); in der Harvard University in Cambridge, Massachusetts, (Katalog-Nr. 119093) und im National Museum of Natural History in Washington, D.C., USA (Katalog-Nr. 162207) aufbewahrt.

## Klassifikation
Da der Dugganit erst 1978 als eigenständige Mineralart anerkannt wurde, ist er in der veralteten 8. Auflage der Mineralsystematik nach Strunz noch nicht verzeichnet.
In der zuletzt 2018 überarbeiteten Lapis-Systematik nach Stefan Weiß, die formal auf der alten Systematik von Karl Hugo Strunz in der 8. Auflage basiert, erhielt das Mineral die System- und Mineralnummer IV/K.16-010. Dies entspricht der Klasse der „Oxide und Hydroxide“ und dort der Abteilung „Sulfite, Selenite und Tellurite“, wo Dugganit zusammen mit Cheremnykhit, Eurekadumpit, Joëlbruggerit, Kuksit und Tlalocit eine unbenannte Gruppe mit der Systemnummer IV/K.16 bildet.
Die von der International Mineralogical Association (IMA) zuletzt 2009 aktualisierte 9. Auflage der Strunz’schen Mineralsystematik ordnet den Dugganit dagegen in die Klasse der „Phosphate, Arsenate und Vanadate“ und dort in die Abteilung „Phosphate usw. mit zusätzlichen Anionen; ohne H2O“ ein. Diese ist weiter unterteilt nach der relativen Größe der beteiligten Kationen und dem Stoffmengenverhältnis der zusätzlichen Anionen  zum Phosphat-, Arsenat- bzw. Vanadatkomplex. Das Mineral ist hier entsprechend seiner Zusammensetzung in der Unterabteilung „Mit mittelgroßen und großen Kationen; (OH usw.) : RO4 = 3 : 1“ zu finden, wo es zusammen mit Cheremnykhit, Joëlbruggerit und Kuksit die „Dugganitgruppe“ mit der Systemnummer 8.BL.20 bildet.
In der vorwiegend im englischen Sprachraum gebräuchlichen Systematik der Minerale nach Dana hat Dugganit die System- und Mineralnummer 33.03.05.03. Das entspricht der Klasse der „Sulfate, Chromate und Molybdate“ und dort der Abteilung „Selenate und Tellurate“. Hier findet er sich innerhalb der Unterabteilung „Selenate und Tellurate mit anderen Aniongruppen“ in der Gruppe „Pb, Zn-Tellurate“, in der auch Cheremnykhit, Kuksit und Joëlbruggerit eingeordnet sind.

## Bildung und Fundorte
Dugganit bildet sich sekundär als Verwitterungsprodukt aus Khinit und Parakhinit in der Oxidationszone von tellurhaltigen Lagerstätten. Als Begleitminerale können neben den Reaktanten Khinit und Parakhinit unter anderem noch Bromargyrit, Cerussit, Chlorargyrit und Emmonsit auftreten.
Als seltene Mineralbildung konnte Dugganit nur an wenigen Fundorten nachgewiesen werden, wobei bisher (Stand 2014) etwa 15 Fundorte bekannt sind. Neben seiner Typlokalität „Emerald Mine“ und den nahegelegenen Bergwerken „Empire Mine“, „Joe Mine“ und „Old Guard Mine“ bei Tombstone sowie der „Reef Mine“ im Carr Canyon bei Hartford im Cochise County von Arizona konnte das Mineral in den Vereinigten Staaten noch in der „Blue Bell Mine“ bei Baker in Kalifornien, in der „Black Pine Mine“ im Black Pine Ridge nahe Philipsburg im Granite County von Montana sowie in einigen Minen in den Tintic Mountains zwischen Utah- und Juab County in Utah gefunden werden.
Weitere bisher bekannte Fundorte sind die „Kawazu Mine“ bei Rendaiji in der Präfektur Shizuoka auf der japanischen Insel Honshū, die „Bambollita Mine“ (Oriental Mine) bei Moctezuma (Sonora) in Mexiko und der Delbe-Erzkörper in der Goldlagerstätte Kuranakh im Aldanhochland der russischen Republik Sacha (Jakutien, siehe auch Polyus Gold).

## Kristallstruktur
Dugganit kristallisiert trigonal in der Raumgruppe P321 (Raumgruppen-Nr. 150) mit den Gitterparametern a = 8,460(2) Å und c = 5,206(2) Å sowie einer Formeleinheit pro Elementarzelle.